# Síntesis de olefinas de Boord
La síntesis de olefinas de Boord es una reacción química orgánica que forma alquenos a partir de éteres que tienen un átomo de halógeno en la posición β relativa al átomo de oxígeno (β-haloéteres), promovida por un metal como el magnesio o el zinc. La reacción, descubierta por Cecil E. Boord en 1930 es una reacción con altos rendimientos y amplias aplicaciones.
El tipo de reacción es una reacción de eliminación, con el magnesio formando un reactivo de Grignard intermediario. El grupo alcoxi es un grupo saliente pobre y en consecuencia se propone un mecanismo de reacción de eliminación E1cB. La publicación original describe la síntesis orgánica del compuesto isohepteno en varios pasos, con la eliminación en el paso final:
En una publicación de 1930  el campo se extiende a los 1,4-dienos, con el magnesio siendo reemplazado por zinc. En la primera parte de la reacción, el alil Grignard actúa como nucleófilo en una sustitución nucleofílica alifática.